# Noel Yvri Sandwith
Noel Yvri Sandwith, född 8 september 1901 i Harworth, Storbritannien, död 7 maj 1965 i London Borough of Richmond upon Thames, var en brittisk botaniker.
Auktorsnamnet Sandwith kan användas för Noel Yvri Sandwith i samband med ett vetenskapligt namn inom botaniken; se Wikipediaartiklar som länkar till auktorsnamnet.